# Édouard Close
Édouard Close, né le 8 juillet 1929 à Verviers et mort le 2 mars 2017   est un homme politique belge, membre du Parti socialiste belge. Il est bourgmestre de Liège de 1977 à 1990.

## Biographie
Terminant ses études secondaires, il poursuit une formation d’ébéniste mais sera finalement employé à la  Fédération des Mutualités socialistes et syndicales de la province de Liège. Engagé au sein du Parti socialiste belge, il occupe successivement le secrétariat national des Mutualités socialistes des Jeunes Travailleurs, la présidence nationale de la Jeune Garde Socialiste puis celle du Conseil national de la Jeunesse entre 1965 et 1971. En 1968, il est élu député de l'arrondissement de Liège puis occupe les fonctions de Secrétaire d’État à l'économie régionale wallonne (1972 - 1973), puis celle de Ministre de l'Intérieur du Gouvernement Leburton I (26 janvier 1973 - 23 avril 1974). Il est élu sénateur aux élections législatives de 1974.
Au niveau local, il fait son entrée au conseil communal de la Ville de Liège en 1959 et y occupe la charge d'échevin de l'Instruction publique de 1971 à 1972 puis celle d'échevin des Services sociaux et de la famille de 1974 à 1976. Il devient ensuite bourgmestre.
En 1989, il est confronté au scandale de la dette de la Ville de Liège. S'ensuit une réduction drastique du personnel communal qui engendre un véritable chaos. Survient ensuite une grève des enlèvements d’immondices qui font que les rues et la place devant l’hôtel de ville sont jonchées de détritus. Il réquisitionne l’armée belge pour nettoyer la ville.
Condamné à 28 mois de prison avec sursis par le tribunal correctionnel de Liège en juillet 1992, il est contraint de se retirer définitivement de la vie politique en 1990, à la suite d'une affaire de passation frauduleuse de marché public concernant les horodateurs municipaux
Il est remplacé par  Henri Schlitz.
Edouard Close meurt le 2 mars 2017.

## Mandats
- conseiller communal de Liège (1959-1990)
  - échevin (1971, 1974-1976)
  - bourgmestre de Liège (1977-1990)
- député (1968-1974)
- Secrétaire d’État (1972)
- ministre (1973-1974)
- sénateur (1974-1976)
  - membre du Conseil régional wallon provisoire (1974-1976)
    - chef de groupe au CRW (1974-1976)